# Doratifera pinguis
Espèce
Synonymes
- Doratifera olorina Turner, 1926[1]
- Pelora pinguis Walker, 1855[1]

Doratifera pinguis est une espèce de lépidoptères (papillons) de la famille des Limacodidae et qui se rencontre en Australie.

## Description
Doratifera pinguis a une envergure d'environ 30 mm pour le mâle et de 40 mm pour la femelle. La larve vit sur les eucalyptus.